# Arenoledra nigrifrons
Arenoledra nigrifrons är en insektsart som beskrevs av Kuoh. Arenoledra nigrifrons ingår i släktet Arenoledra och familjen dvärgstritar. Inga underarter finns listade i Catalogue of Life.